# Rochester (Nova Hampshire)
Rochester é uma cidade no condado de Strafford, estado de Nova Hampshire, nos Estados Unidos, com 32492 habitantes (2020). Foi incorporada em 1722, e batizada em honra a Laurence Hyde, 1º Conde de Rochester.